# Шиназ
Шиназ (рут. Сыназыр) — село в Рутульском районе Дагестана.

## Происхождение села
Происхождение села Шиназ уходит корнями в глубокую древность. Местные жители называют село «Сыназыр», то есть «сынас», что в переводе означает «одному». По мнению некоторых исследователей, «Шиназ» — персидское слово, означающее «признающий» (исламское вероучение) Есть также версия, что название Шиназ происходит от слова «нацI» — «камыш»..
Когда-то на территории села были разбросаны мелкие селения (хутора): Шугъад, Мыхадий, Цыгьырдихал, МухъулI, Лейлу-къала. Эти мелкие хутора соединялись между собой. А в отдельных преданиях добавляются поселения Кьулихъ и Икӏалыб.

## История
Шиназ — это один из древних дагестанских аулов, который ещё в средневековье славился своим ремеслом, земледелием и животноводством. Об этом свидетельствуют письменные источники, сохранившиеся памятники культуры, наличие земледельческих обычаев и праздников, сохранившиеся древние орудия земледелия, архаические виды домашнего ремесла и т. п. Подтверждением сказанного является наиболее важное и оригинальное сообщение о Шиназе 13 века известного географа и космографа Закарийа ал-Казвини (1203—1283). Он писал: 
«Шиназ — это городок в стране Лакзан, на краю очень высокой горы. К нему нет иной дороги, как по вершине горы. Кто хочет попасть сюда, тот берёт в руки палку и медленно спускается, из-за сильного ветра, чтобы ветер не сбил его с ног. Холод у них черезмерно силён в течение семи месяцев. У них прорастает сорт зерна, называемый «ас-сульт». Кое-что из горных яблок. Жители его добрые, мирные, гостеприимные по отношению к бедным, радушные к чужеземцам. Ремесло их заключается в изготовлении вооружения, как кольчуга (дир) и панцири (джавашин) и другие виды вооружения».
Связь между рутульскими селениями, расположенными по обе стороны Главного Кавказского хребта, обеспечивалась посредством горных перевалов.
Перевалы играют ключевую роль в истории культурных, политических и торгово-экономических связей между Дагестаном и Азербайджаном. Известно, что в конце XIV века ширваншах придавал особое значение обеспечению безопасности передвижения через эти горные маршруты, что подтверждается данными из "Хроники Махмуда из Хиналуга". 
Перевалов, связывающих два региона, сравнительно много. В Шиназе известны три основных перевала, через которые рутулы традиционно пересекают границу и оказываются на территории Северного Азербайджана:
- Шиназ — Рутул — Цайлакан — Борч — Салаватский перевал — Гюкюк — Нуха. Зимой этот путь труден и опасен и потому маршрут менялся: Шиназ — Рутул — Ахты — Хнов — Салаватский перевал — Нуха.
- Шиназ — Амсар — Лучек — Кина — Гельмец — Курдул — Билакадинский перевал — Сарыбаш — Кахи.
- Шиназ — Амсар — Лучек — Микик — Мишлеш — Кальял — Диндинский перевал — Мухах — Закатали.[10][11]

## Население села
| 1895  | 1926  | 1939  | 1970  | 1989  | 2002  | 2010  |
| ----- | ----- | ----- | ----- | ----- | ----- | ----- |
| 1157  | ↗1226 | ↗1252 | ↗1626 | ↘957  | ↗1304 | ↗1320 |
| 2012  | 2013  | 2014  | 2015  | 2016  | 2017  | 2018  |
| ↘1312 | ↘1303 | ↗1304 | ↘1286 | ↘1254 | ↘1237 | ↘1224 |
| 2019  | 2020  | 2021  |       |       |       |       |
| ↗1228 | ↘1222 | ↘933  |       |       |       |       |

Население села — рутульцы.
В селе 5 кварталов, в которых живут представители 60 патронимий:
Шихадамар, Гуцӏийер, Эрекенер, Гаӏдарар, Чӏакьуйер, Ватаныйер, Минтарар, Хабийер, Абакыйер, Кьубанийер, Къара-Мирзыийер, Ризийер, Хасмедер, Сагьаӏдар, Къузи-Рамазанар, Талалыйер, Гьуӏдийер, Сайранар, Пидурийер, Хинкӏарийер, Писыкӏыйер, Чӏаракьыйер, Ухъунийер, Гылылийер, Гьаӏсанийер, Гьаӏйдарар, Чӏукуйер, Ибрамгьажийер, Кьаӏрийер, Джемийер, Каширар, Мэгъэмэдийер, Мамадыйер, Пыртыйер, Ылийер, Гьуӏбулийер, Пишкӏэнийер, Кьаӏчийер, Балакӏуйер, Хананыйер, Джагвонтӏыйер, Гьаджи-Маӏгьаӏмадар, Чупанар, Кьабилар, Мазантӏыйер, Маӏьсубар, Кӏарэджийер, Багъвадар, Залбегер, Гъалиханар, Цӏамцӏыйер, Кашканар, Аӏджухуйер, Гадарджибийер, Зарганийер, Нарчавар, Даравар, Шасинар, Цӏахутӏыйер.
В селе расположена мечеть, действующая с XI века.

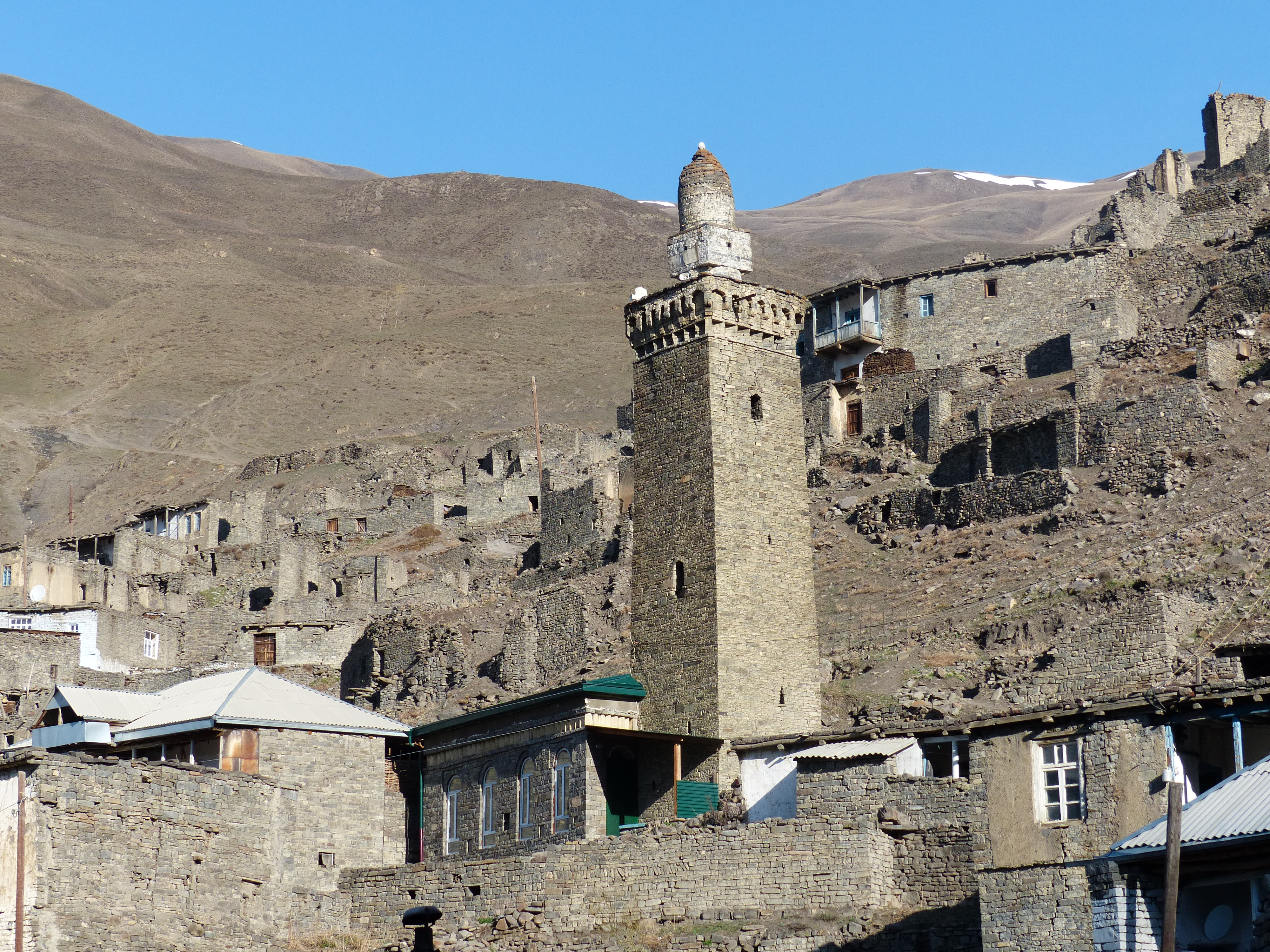
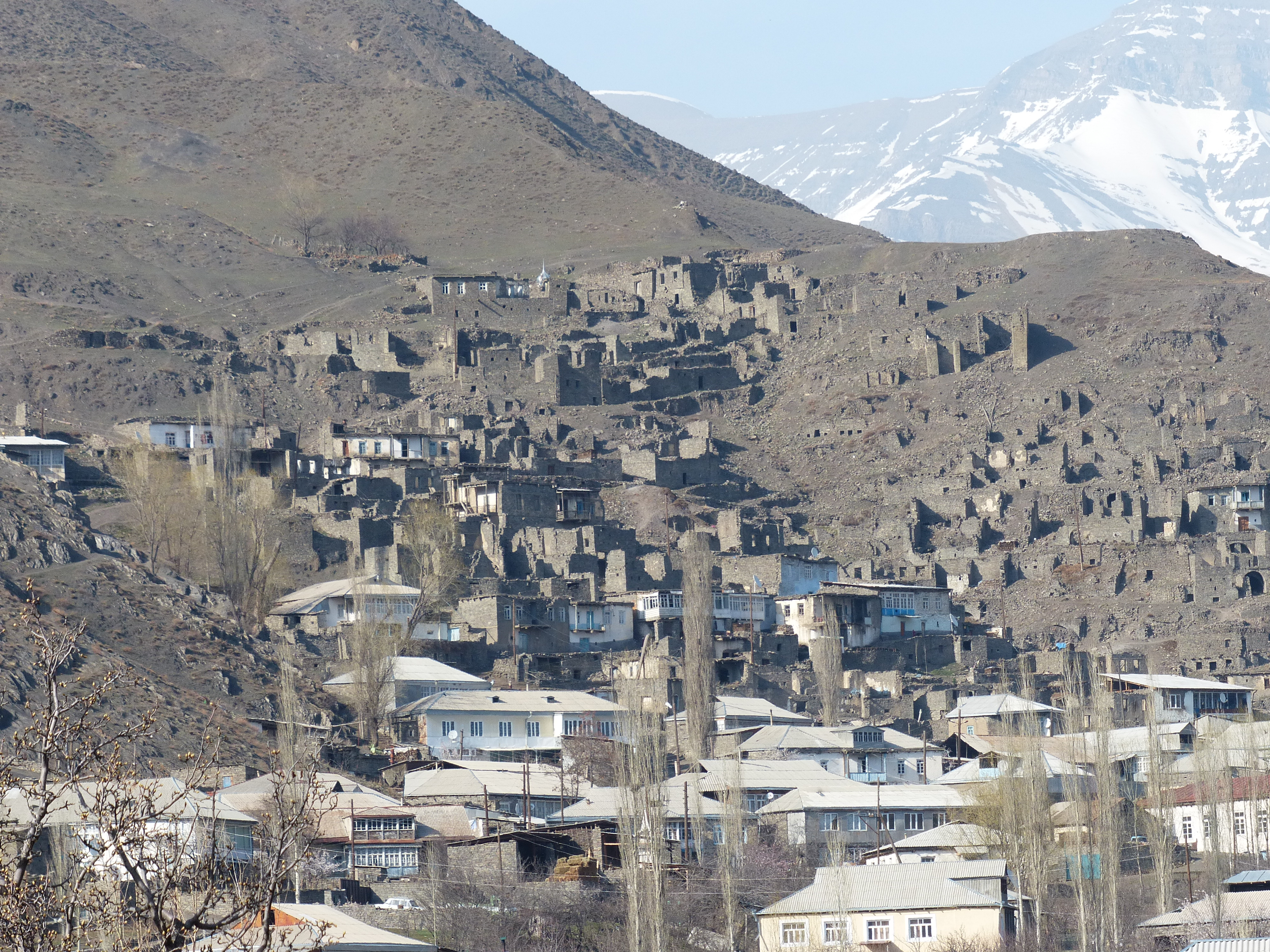
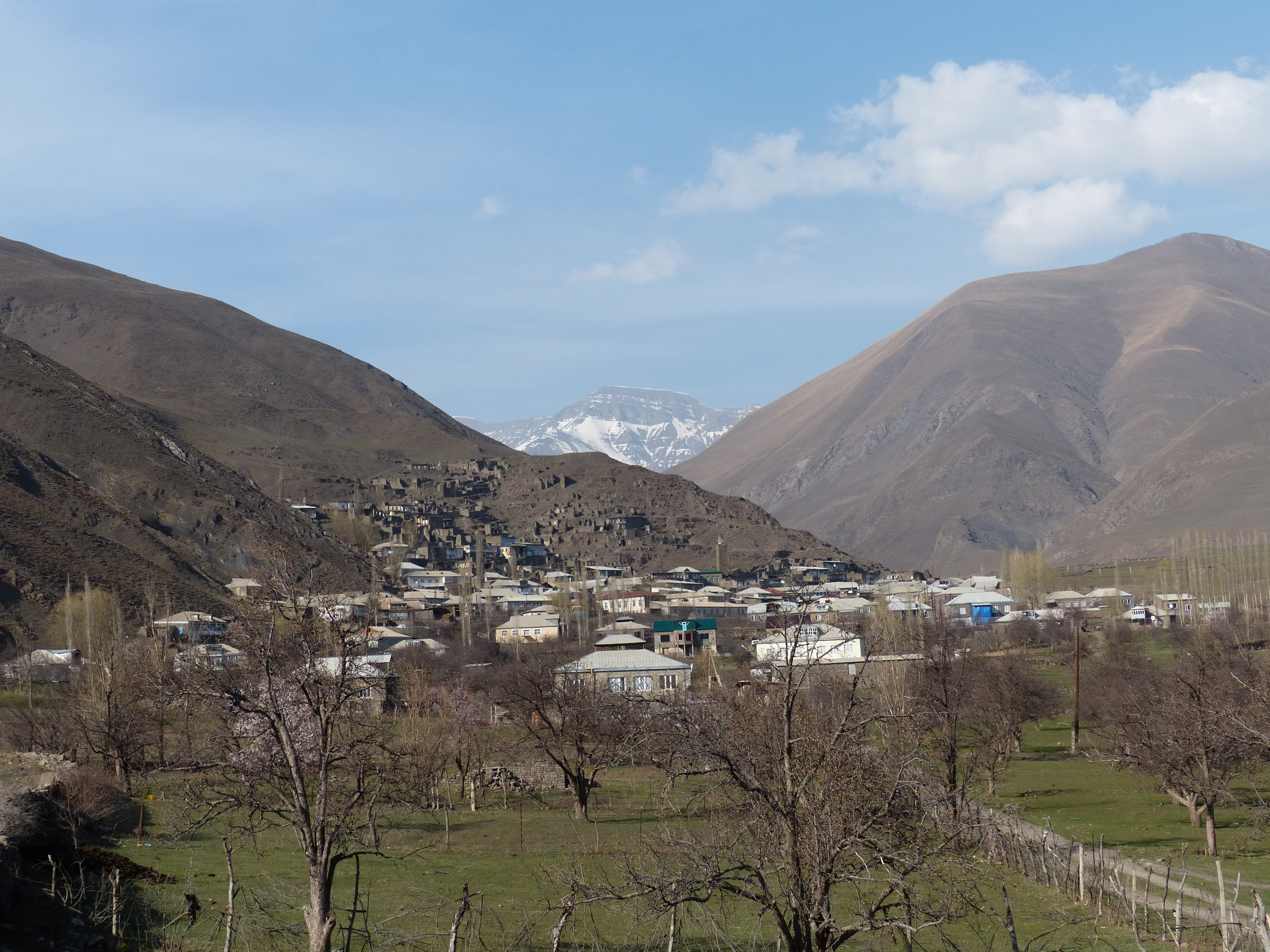
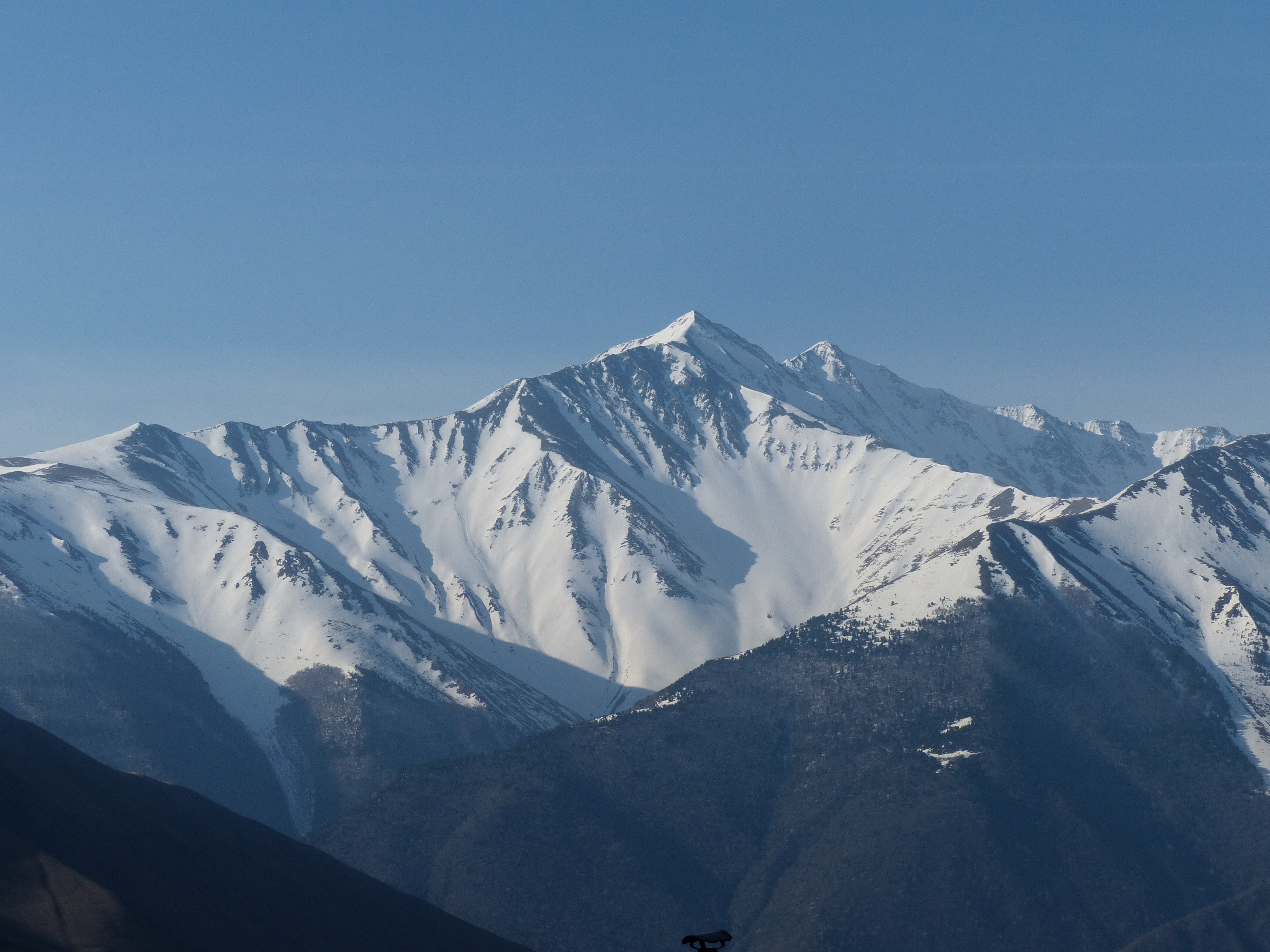

## Экономика
В 1907 году община Шиназа имела поголовье овец и коз общей численностью в 20 тысяч голов.

## Известные выходцы
♦ Исмаил Эфенди (ум. после 1780) — астроном.